# Albert Ward
Albert Ward (1870 – Londres, 9 dezembro de 1956) foi um roteirista e diretor de cinema britânico. Ele desempenhou o papel como ator interpretando o dramaturgo William Shakespeare, no filme biográfico de 1914, The Life of Shakespeare.

## Filmografia selecionada
- The Pleydell Mystery (1916)
- A Member of Tattersall's (1919)
- The Pride of the Fancy (1920)
- Aunt Rachel (1920)
- The Last Rose of Summer (1920)
- Stable Companions (1922)